# Касањ Бегонес
Касањ Бегонес (фр. Cassagnes-Bégonhès) насеље је и општина у јужној Француској у региону Миди Пирене, у департману Аверон која припада префектури Родез.
По подацима из 2011. године у општини је живело 890 становника, а густина насељености је износила 28,77 становника/km². Општина се простире на површини од 30,93 km². Налази се на средњој надморској висини од 580 метара (максималној 665 m, а минималној 419 m).

## Демографија
| 1962. | 1968. | 1975. | 1982. | 1990. | 1999. | 2011. |
| ----- | ----- | ----- | ----- | ----- | ----- | ----- |
| 1.214 | 1.255 | 1.083 | 1.023 | 1.040 | 982   | 890   |

График промене броја становника у току последњих година